# رؤساء الجمعية الوطنية في أنغولا

## رؤساءالجمعية الوطنية لأنغولا
| الاسم                             | شغل المنصب     | ترك المنصب      |
| --------------------------------- | -------------- | --------------- |
| خوسيه ادواردو دوس سانتوس          | 9 نوفمبر 1980  | 1992            |
| روبرتو دي ألميدا فيكتور           | 1992           | 2008            |
| فرناندو دا بيدادى دياس دوس سانتوس | 30 سبتمبر 2008 | 2010            |
| باولو كاسوما                      | 9 فبراير, 2010 | 27 سبتمبر, 2012 |
| فرناندو دا بيدادى دياس دوس سانتوس | 27 سبتمبر 2012 | الحالي          |

## Sources
1. ↑  H.E. José Eduardo dos Santos | Who's Who Profile | Africa Confidential
2. ↑  Vips
3. ↑  IPU Parline database: ANGOLA General information